# (90568) 2004 GV9
(90568) 2004 GV9 là một thiên thể bên ngoài Sao Hải Vương được khám phá vào ngày 13 tháng 4 năm 2004 bởi NEAT. Nó được liệt vào danh sách các thiên thể cổ điển ngoài Sao Hải Vương bởi Minor Planet Center (MPC).  Thiên thể này đã được quan sát 47 lần, bao gồm cả ảnh tiền khám phá của nó vào năm 1954. Thời gian để vật thể này hoàn thành một vòng quỹ đạo quanh mặt trời là 273,88 năm. Khoảng cách tối đa có thể có của nó từ mặt trời (điểm viễn nhật) là 45,62 AU, và gần nhất (điểm cận nhật) của nó là 38,7 AU. Hiện tại thiên thể này có khoảng cách 39,7 AU từ mặt trời . Nó có độ nghiêng 21,9718 và độ lệch tâm là 0,082.
M. E. Brown cho rằng nó rất có thể là một hành tinh lùn. Đường kính của (90568) 2004 GV9 rơi vào khoảng 680±34 km (đo đạc bởi kính viễn vọng không gian Spitzer và kính thiên văn không gian Herschel). Tancredi lưu ý rằng phân tích biên độ đường cong ánh sáng chỉ cho thấy độ lệch nhỏ, cho thấy rằng (90568) 2004 GV9 có thể là một hình cầu với các đốm suất phản chiếu nhỏ và do đó là một hành tinh lùn.Tuy nhiên, suất phản chiếu thấp của nó cho thấy nó chưa bao giờ được làm mới và do đó không có khả năng có địa chất hành tinh.